# Heisteria parvifolia
Heisteria parvifolia är en tvåhjärtbladig växtart som beskrevs av James Edward Smith. Heisteria parvifolia ingår i släktet Heisteria och familjen Erythropalaceae. Inga underarter finns listade i Catalogue of Life.